# Estrébœuf
Estrébœuf  ist eine französische Gemeinde mit 241 Einwohnern (Stand 1. Januar 2022) im Département Somme in der Region Hauts-de-France. Sie gehört zum Arrondissement Abbeville und zum Kanton Abbeville-2. Das Gemeindegebiet liegt im Regionalen Naturpark Baie de Somme Picardie Maritime.

## Bevölkerungsentwicklung
| Jahr      | 1962 | 1968 | 1975 | 1982 | 1990 | 1999 | 2007 | 2012 |
| Einwohner | 282  | 277  | 225  | 232  | 196  | 229  | 274  | 248  |

## Sehenswürdigkeiten
- Kirche Saint-Jean-Baptiste